# 肯里克·塔克
肯里克·塔克（英語：Kenrick Tucker，1959年2月6日—），澳大利亚男子自行车运动员。他曾代表澳大利亚参加1978年和1982年英联邦运动会自行车比赛，获得二枚金牌和一枚银牌。